# Iran International
 (mai 2023).
Si vous disposez d'ouvrages ou d'articles de référence ou si vous connaissez des sites web de qualité traitant du thème abordé ici, merci de compléter l'article en donnant les références utiles à sa vérifiabilité et en les liant à la section « Notes et références ».
Iran International est une chaîne de télévision persanophone fondée en mai 2017 à Londres.

## Historique
Après l'attaque contre le défilé des forces militaires iraniennes à Ahvaz, dans la province du Khuzestan, cette chaîne a diffusé une interview de Yaqub Hor Altostri en tant que porte-parole de ce groupe, qui a indirectement pris la responsabilité de cette attaque et l'a qualifiée de « résistance contre des objectifs légitimes ». À la suite de cette attaque, 25 soldats et civils ont été tués. En 2018, l'ambassadeur d'Iran au Royaume-Uni a déposé une plainte auprès de l'Ofcom, l'organisme de surveillance des médias, à propos de cette interview. Après une longue enquête, l'Ofcom a annoncé qu'Iran International n'avait enfreint aucune loi.
Le 15 juillet 2020, il a été signalé que Lord John Handy, membre du parti travailliste britannique, avait déposé une plainte auprès de l'Organisation internationale du travail (OIT) contre Iran International.
En 2022, le site de la chaîne Al Jazeera rapporte d'après un haut fonctionnaire iranien que cette chaîne est sanctionnée par le gouvernement iranien, argumentant qu'elle doit même « être ajoutée à la liste des groupes et individus terroristes ».
En 2023, la chaîne déclare avoir transféré son siège aux États-Unis, à la suite des menaces qu'elle proclame avoir reçues de la part du gouvernement iranien. Celui-ci dément les accusations, les qualifiants « sans fondement » ; Cependant, certains autorités et agences de presse iraniens montrent leur réjouissance ou alertent d'autres médias persanophones « anti-régimes d'en tirer la leçon ».

## Organisation
En octobre 2018, The Guardian a publié un rapport dans lequel les contributions financières du prince saoudien Bin Salman à l'Iran International Network étaient mentionnées. The Guardian a également interviewé l'un des employés anonymes de ce réseau et évoqué l'influence des investisseurs sur le contenu éditorial de ce média. Le Guardian a rapporté qu'Iran International avait reçu 250 millions de dollars de l'Arabie saoudite pour lancer la chaîne. À cet égard, le Wall Street Journal a rapporté que « les journalistes d'Iran International ont protesté contre le fait que l'administration avance une ligne pro-saoudienne et anti-République islamique d'Iran ». L'agence de presse a également cité un ancien journaliste de ce média affirmant qu'« une pression systématique et très continue » était exercée pendant son séjour là-bas. Jusqu'à présent, ce réseau n'a pas nié avoir reçu de l'argent de l'Arabie saoudite.

### Articles Connexes
- BBC Persian
- Radio Farda
- Radio Zamaneh